# Sachet
Sachet (en francés significa bolsita, saquito), en ocasiones castellanizado saché, es una pequeña bolsa hermética descartable empleada para contener alimentos y otros productos, usualmente líquidos, que suelen consumirse de forma continua y de una sola vez.
Algunos productos que suelen emplear este formato son:
- Leche para consumo humano.[3]
- Aderezos (mayonesa, kétchup, mostaza, etc.), edulcorantes, sal, etc., especialmente en pequeñas cantidades, para emplearse en bares, restaurantes, etc.
- Champú, crema de enjuague, perfumes, etc., especialmente para muestras gratis, yogures.